# 엘리자베스 맨리
엘리자베스 앤 맨리(영어: Elizabeth Ann Manley, 1965년 8월 7일 ~ )는 캐나다의 전직 피겨 스케이팅 선수이다. 그녀는 1988년 올림픽에서 은메달을 획득했고, 1988년 세계 선수권 대회에서 은메달을 획득했다. 그녀는 전캐나다 선수권 대회에서 3연패했다.

## 생애
맨리는 1965년 8월 7일에 온타리오주 트렌턴에서 태어났다. 맨리는 어린 나이에 스케이트를 배우기 시작했다. 맨리가 9세때, 그녀의 가족은 트렌턴에서 오타와로 이주했다.

## 선수 경력
맨리는 1982년 오베르스트도르프 세계 주니어 선수권 대회에서 동메달을 획득했다. 그 다음 시즌, 그녀는 덴마크 코펜하겐에서 열린 세계 선수권 대회에서 시니어 무대에 데뷔했고 13위를 했다.
1982 - 1983시즌은 맨리의 재앙을 입증했다.
맨리는 1984년 동계 올림픽에서 13위를 했고, 1984년부터 1987년 사이에 세계 피겨 스케이팅 선수권 대회에 출전했다.
맨리는 1988년 세계 선수권 대회에서 은메달을 획득한후, 현역에서 물러났다.

## 같이 보기
- 페트라 부르카
- 조아니 로셰트
- 바버라 앤 스콧